# Envenomed
Envenomed ist eine australische Thrash-Metal-Band aus Melbourne, die 2005 gegründet wurde.

## Geschichte
Die Band wurde im Jahr 2005 von dem Gitarristen Anthony Mavrikis und dem Schlagzeuger Joe Phillips gegründet. In der folgenden Zeit änderte sich die Besetzung mehrfach. 2009 schloss sich eine erste selbstbetitelte EP an. Nach weiteren Besetzungswechseln bestand die Band 2014 aus dem Sänger und Gitarristen Anthony Mavrikis, dem Schlagzeuger Adam Bartleson, dem Gitarristen Brendan Farrugia und dem Bassisten Liam Wagener. Im selben Jahr erschien das Debütalbum Evil Unseen. 2015 ging es auf eine nationale Tournee mit Decimatus. Im selben Jahr wurde das Debütalbum bei Punishment 18 Records wiederveröffentlicht.

## Stil
In der Bandbiografie auf envenomed.com werden Iron Maiden, Symphony X, Megadeth, Metallica und Testament als Einflüsse angegeben. In der Encyclopedia of Australian Heavy Metal von Brian Giffin wird die Musik als melodischer Thrash Metal bezeichnet. Jonathon Besanko von metalobsession.net schrieb in seiner Rezension zu Evil Unseen, dass die Songs Melodie und Groove besitzen. Durch den Einsatz von Doublebass bewirke die Gruppe den typischen Thrash-Metal-Klang, der durch mitreißende Hooklines, hoch gesungene Chorusse und Gitarren-Soli angereichert werde. Zudem könne man der Musik Einflüsse aus dem klassischen Heavy Metal anhören. Justin „Witty City“ Wittenmeier von metal-temple.com ordnete Reckoning dem Old-School-Thrash-Metal zu, wobei Melodien mit hohem Gesang kombiniert würden. Insgesamt klinge die EP wie eine Mischung aus modernen Metal-Bands wie Shadows Fall und Lamb of God und älteren Bands wie Anthrax und Death Angel. Das Lied The Reckoning enthalte einen Doom-Metal-Riff. Der Gesang sei wie eine Mischung aus Bruce Dickinson und Joey Belladonna.

## Diskografie
- 2009: Envenomed (EP, Eigenveröffentlichung)
- 2012: Global Deception (Single, Eigenveröffentlichung)
- 2014: Evil Unseen (Album, Eigenveröffentlichung)
- 2016: Reckoning (EP, Eigenveröffentlichung)
- 2016: Horror Movie (Single, Eigenveröffentlichung)